# Barbus afrohamiltoni
Barbus afrohamiltoni és una espècie de peix cipriniforme de la família dels ciprínids.

## Morfologia
Els mascles poden assolir els 17,5 cm de longitud total.

## Distribució geogràfica
Es troba a les conques dels rius Congo i Zambezi.